# Quines
Quines est une localité de la province de San Luis, en Argentine dans le Département d'Ayacucho. Elle est située au nord de la province.